# Andrzej Marek (1940–2012)
Andrzej Edward Marek (ur. 9 maja 1940 w Brzozowie, zm. 13 lutego 2012 w Toruniu) – prawnik polski, specjalizujący się w kryminologii, prawie karnym oraz wiktymologii.

## Wykształcenie i kariera naukowa
W 1958 roku ukończył liceum ogólnokształcące w Szczecinie. Studiował prawo na Wydziale Prawa Uniwersytetu Mikołaja Kopernika w Toruniu. Studia ukończył w 1964 roku pod opieką Jerzego Śliwowskiego i podjął pracę asystenta w Katedrze Prawa Karnego. Równocześnie podjął aplikację sądową i w 1966 roku zdał egzamin sędziowski. W 1968 roku na UMK uzyskał stopień doktora nauk prawnych. Tematem jego rozprawy był Stopień społecznego niebezpieczeństwa czynu jako podstawa umorzenia postępowania karnego, a promotorem Wiesław Daszkiewicz. Stopień doktora habilitowanego uzyskał w 1972 roku na Uniwersytecie Łódzkim na podstawie rozprawy Warunkowe umorzenie postępowania w polskim ustawodawstwie karnym. Tytuł profesora zwyczajnego nauk prawnych otrzymał w 1985 roku. Stypendysta American Council of Learned Societies, z afiliacją w University of Pennsylvania w Filadelfii i University of Southern California w Los Angeles, Instytutu Maxa Plancka Międzynarodowego i Porównawczego Prawa Karnego we Fryburgu, Uniwersytetu w Kolonii. Profesor wizytujący Uniwersytetu w Münster i Uniwersytetu w Oldenburgu. Uczestnik seminariów, kongresów i sympozjów prawa karnego, kryminologii i wiktymologii (m.in. w Budapeszcie, Dubrowniku, Frankfurcie nad Odrą, Hamburgu, Lizbonie, Wiedniu, Sztokholmie, Syrakuzach  i Zagrzebiu).

## Działalność publiczna
W latach 1973–1975 był prodziekanem, a od 1978 do 1981 dziekanem Wydziału Prawa i Administracji UMK, od 1977 roku był kierownikiem Katedry Prawa Karnego i Kryminologii tej uczelni, a także, przez wiele kadencji, członkiem Senatu UMK. W latach 1979-1990 dyrektor Instytutu Prawa Karnego. Członek międzynarodowych i krajowych organizacji naukowych takich, jak: International Association of Penal Law, International Society of Criminology, World Society of Victimology, Towarzystwo Naukowe Prawa Karnego z siedzibą w Warszawie oraz Polskie Towarzystwo Kryminologiczne im. prof. Stanisława Batawii w Warszawie i Towarzystwo Naukowe w Toruniu. Był członkiem rządowej, a następnie prezydenckiej Komisji ds. Reformy Prawa Karnego, przewodniczył zespołowi prawa karnego materialnego Komisji Kodyfikacyjnej Prawa Karnego. Za zasługi dla rozwoju nauki, zaangażowanie w procesy legislacyjne oraz pracę na rzecz środowiska akademickiego został uhonorowany Krzyżem Kawalerskim Orderu Odrodzenia Polski, Złotym Krzyżem Zasługi, Medalem Komisji Edukacji Narodowej, a także licznymi nagrodami ministra nauki i szkolnictwa wyższego. Jest autorem licznych publikacji z zakresu prawa karnego, prawa wykroczeń, kryminologii i wiktymologii. Był m.in. redaktorem naczelnym 11-tomowego Systemu Prawa Karnego.

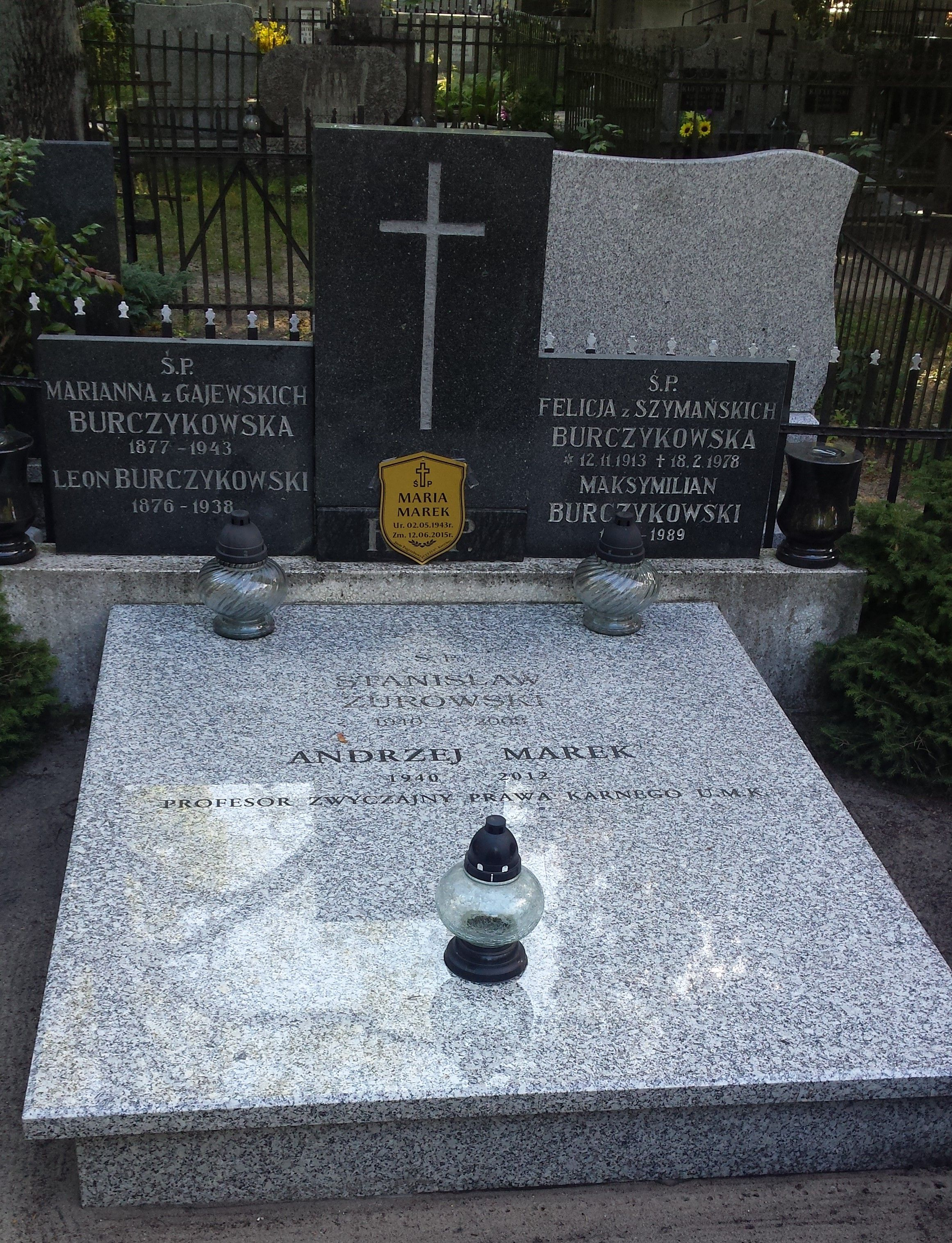
Grób prof. Andrzeja Marka na Cmentarzu św. Jerzego w Toruniu

## Wybrane publikacje
- Prawo karne, (wyd. 10, 2011, ISBN 978-83-255-2755-6)
- Stopień społecznego niebezpieczeństwa czynu jako podstawa umorzenia postępowania karnego (1970)
- Warunkowe umorzenie postępowania w polskim ustawodawstwie karnym (1971)
- Warunkowe umorzenie postępowania karnego (1973)
- Kodeks postępowania karnego: orzecznictwo i piśmiennictwo (1974, współautor)
- Prawo wykroczeń w zarysie (1975)
- Zarys prawa karnego (1976, wspólnie z Alicją Grześkowiak i Marianem Filarem)
- Polskie prawo wykroczeń (1981, ISBN 83-01-03391-6)
- Kradzież i paserstwo mienia prywatnego (1985, współautor, ISBN 83-219-0278-2)
- Prostytucja w świetle badań kryminologicznych (1985, wspólnie z Michałem Antoniszynem, ISBN 83-219-0274-X)
- Kryminologia. Cz. 1 (1986, ISBN 83-231-0072-1)
- Prawo karne: zagadnienia teorii i praktyk (1986, ISBN 83-01-06202-9)
- Prawo karne: część ogólna (1992, ISBN 8390023604)
- Prawo karne w pytaniach i odpowiedziach (1994, ISBN 83-900386-9-2)
- Podstawy prawa karnego i prawa wykroczeń (1997, ISBN 83-86850-38-8)
- Komentarz do kodeksu karnego: część ogólna (1999, ISBN 83-219-0775-X)
- Podstawy prawa i procesu karnego (1999, wspólnie ze Stanisławem Waltosiem, ISBN 83-87558-82-6)
- Prawo wykroczeń (materialne i procesowe) (2002, ISBN 83-7247-815-5)
- Rozwiązanie stosunku pracy (2004, wspólnie z Januszem Żołyńskim, ISBN 83-89073-64-1)
- Obrona konieczna w prawie karnym: teoria i orzecznictwo (2008, ISBN 978-83-7601-069-4)